# ناتاليا أنتيوخ
ناتاليا نيكولايفنا أنتيوخ ( الروسية : Наталья Николаевна Антюх، من مواليد 26 يونيو 1981 في لينينغراد ) عداءة روسية متخصصة في سباق 400 متر حواجز , 400 متر و حاملة الميدالية الذهبية في دورة الألعاب الأولمبية لندن 2012 في سباق في 400 متر حواجز في توقيت قدره (52,70) ثانية ، و صاحبة الميدالية البرونزية في دورة الألعاب الأولمبية الصيفية 2004.
ناتاليا هي المرأة الوحيدة للفوز بميدالية أولمبية في 400 متر حواجز , 400 متر , بالإضافة إلى الفوز بميداليات في المسابقات الفردية، حصلت في سباق 4 × 400 متر تتابع ، بالميداليات الفضية في أولمبياد 2004 و أولمبياد 2012 الصيفية .

## الإنجازات
| عام  | البطولة                                     | المكان                     | النتيجة | الحدث         |
| ---- | ------------------------------------------- | -------------------------- | ------- | ------------- |
| 2002 | بطولة أوروبا لألعاب القوى داخل الصالات 2002 | فيينا، النمسا              | 1st     | 400 متر       |
| 2002 | بطولة ألعاب القوى الأوروبية 2002            | ميونخ، ألمانيا             | 2nd     | 4x400 م تتابع |
| 2003 | بطولة العالم داخل الصالات                   | برمينغهام، المملكة المتحدة | 1st     | 4x400 م تتابع |
| 2004 | بطولة الألعاب الأولمبية الصيفية 2004        | أثينا، اليونان             | 3rd     | 400 متر       |
| 2004 | بطولة الألعاب الأولمبية الصيفية 2004        | أثينا، اليونان             | 2nd     | 4x400 م تتابع |
| 2005 | بطولة العالم 2005                           | هلسنكي، فنلندا             | 1st     | 4x400 م تتابع |
| 2006 | بطولة العالم داخل الصالات                   | موسكو، روسيا               | 1st     | 4x400 م تتابع |
| 2007 | البطولة الأوروبية داخل الصالات              | برمينغهام، إنجلترا         | 2nd     | 4x400 م تتابع |
| 2009 | البطولة الأوروبية داخل الصالات              | تورينو، إيطاليا            | 1st     | 4x400 م تتابع |
| 2009 | بطولة العالم 2009                           | برلين , ألمانيا            | 3rd     | 4x400 م تتابع |
| 2010 | بطولة ألعاب القوى الأوروبية 2010            | برشلونة، إسبانيا           | 1st     | 400 م حواجز   |
| 2011 | بطولة العالم 2011                           | دايغو، كوريا الجنوبية      | 3rd     | 400 م حواجز   |
| 2012 | بطولة الألعاب الأولمبية الصيفية 2012        | لندن، المملكة المتحدة      | 1st     | 400 م حواجز   |

## وصلات خارجية
- ناتاليا أنتيوخ على موقع الاتحاد الدولي لألعاب القوى (الإنجليزية)
- ناتاليا أنتيوخ على موقع الدوري الماسي (الإنجليزية)
- ناتاليا أنتيوخ على موقع أوليمبيديا (الإنجليزية)